# Nefer
Nefer – polski zespół rockowy założony w Łodzi wiosną 2006. Jego nazwa pochodzi od egipskiego słowa oznaczającego szczęście. Debiutancki album grupy ukazał się 28 stycznia 2008 nakładem Sony BMG Music Entertainment Poland.
5 lipca 2008 roku grupa poprzedziła występ kanadyjskiej wokalistki Avril Lavigne. Koncert odbył się we wrocławskiej Hali Stulecia. 14 lutego 2010 roku zespół wystąpił podczas Krajowych Eliminacji do Konkursu Piosenki Eurowizji 2010. W zastępstwie na gitarze zagrał Mateusz Pieszyński.
Od 2011 roku brak jest doniesień o działalności zespołu.

## Dyskografia
- Nefer (2008, Sony BMG Music Entertainment Poland)[8]

## Teledyski
- „Chciałem zostać sam” (2008)[9]
- „A ty uwierz mi” (2008)[10]
- „Nieważne to” (2008)[11]